# John E. Otto
John E. Otto (18. prosinec 1938, Saint Paul, Minnesota, USA – 22. dubna 2020, Norman, Oklahoma) byl od května do listopadu 1987 prozatímním ředitelem FBI.

## Život
Vystudoval Universitu státu Minnesota. Poté pracoval jako zástupce šerifa v Ramsey County, Minnesota a poté jako policista v Arden Hills, Minnesota. O něco později učil na vysoké škole v Saint Paul, Minnesota.
Roku 1964 byl přijat do FBI, pobočky Minneapolis a poté Chicago. Poté v roce 1981 byl jmenován náměstkem ředitele FBI v právním oddělení. Dne 26. května 1987 byl jmenován prozatímním ředitelem FBI, tuto funkci vykonával až do 2. listopadu 1987, kdy složil přísahu nový ředitel William S. Sessions. V roce 1990 obdržel medaili od William S. Sessionse first Medal of Meritorious Achievement, později téhož roku odešel do důchodu. Poté se stal bezpečnostním technikem u Delta Air Lines.
| Ředitel FBI                          | Ředitel FBI                                                | Ředitel FBI                   |
| ------------------------------------ | ---------------------------------------------------------- | ----------------------------- |
| Předchůdce: William Hedgcock Webster | 26. květen 1987 – 2. listopad 1987 prozatímní John E. Otto | Nástupce: William S. Sessions |